# Ecitomyia minuscula
Ecitomyia minuscula är en tvåvingeart som beskrevs av Borgmeier och Schmitz 1923. Ecitomyia minuscula ingår i släktet Ecitomyia och familjen puckelflugor. Inga underarter finns listade i Catalogue of Life.